# Museu Letó de la Fotografia
El Museu Letó de la Fotografia (en letó: Latvijas Fotogrāfijas muzejs) és un museu especialitzat fundat el 1993 i situat a Riga (Letònia).

## Història
Instal·lat en una mansió que va pertànyer a un ric comerciant del segle xvi va sorgir el 1993 com una sucursal del Museu d'Història i Navegació de Riga.
Pretén fer conèixer i preservar el llegat fotogràfic de Letònia per la qual cosa realitza diferents activitats de divulgació entre les quals s'inclouen exposicions, visites guiades i conferències especialitzades, però també compleix una funció d'arxiu de negatius i llibres especialitzats.
A la segona planta de l'edifici existeix una exposició permanent titulada «Desenvolupament de la fotografia a Letònia entre 1839 i 1940» on inclou diverses tècniques fotogràfiques del segle xix, equip fotogràfic i també es pot contemplar un «fons de decoració» que va emprar a començaments del segle XX el fotògraf Martins Luste a la ciutat de Mazsalaca.
A la seva col·lecció compta amb uns 30.000 objectes relacionats amb la fotografia com ara negatius en plaques de vidre i en pel·lícula, diapositives, fotografies en paper, targetes postals, àlbums i càmeres fotogràfiques. Una part de la col·lecció que inclou unes 11.000 fotografies s'anomena «col·lecció Strenci Photo Studio» en estar especialitzada en la ciutat de Strenci.
Es realitzen exposicions temporals a la tercera planta de l'edifici sobre diversos autors i les seves instal·lacions inclouen un arxiu amb gran quantitat de negatius i una biblioteca.